# Maurice Vinot
Maurice Vinot (Parigi, 3 novembre 1888 – Pontlevoy, 23 giugno 1916) è stato un attore francese.
È stato uno degli attori preferiti da Louis Feuillade con il quale girò un centinaio di film.
È stato il primo marito di Marthe Vinot, che sposò nel 1913.
Morì nel 1916 in battaglia, nel corso della prima guerra mondiale.

## Filmografia parziale
- Le Récit du colonel, regia di Louis Feuillade – cortometraggio (1907)
- L'Hôtel du silence, regia di Étienne Arnaud e Émile Cohl – cortometraggio (1908)
- Il romanzo di Luigia (Le Roman de soeur Louise), regia di Louis Feuillade – cortometraggio (1908)
- Le Devoir, regia di Louis Feuillade – cortometraggio (1908)
- Le Dévouement d'un interne, regia di Étienne Arnaud – cortometraggio (1908)
- La Dévoyée, regia di Louis Feuillade – cortometraggio (1908)
- L'Incendiaire, regia di Louis Feuillade – cortometraggio (1908)
- Incognito, regia di Étienne Arnaud – cortometraggio (1908)
- L'Innocent, regia di Louis Feuillade – cortometraggio (1908)
- Le Korrigan, regia di Étienne Arnaud – cortometraggio (1908)
- Le Miracle des roses, regia di Étienne Arnaud e Émile Cohl – cortometraggio (1908)
- L'Orpheline, regia di Louis Feuillade – cortometraggio (1908)
- Le Secret du glacier, regia di Étienne Arnaud – cortometraggio (1908)
- Le Tabac de grand-père, regia di Louis Feuillade – cortometraggio (1908)
- La Traite, regia di Louis Feuillade – cortometraggio (1908)
- Judith et Holopherne, regia di Louis Feuillade – cortometraggio (1909)
- Les Heures - Épisode 1: L'Aube, l'aurore, regia di Louis Feuillade – cortometraggio (1909)
- Les Heures - Épisode 2: Le Matin, le jour, regia di Louis Feuillade – cortometraggio (1909)
- Les Heures - Épisode 4: Le Soir, la nuit, regia di Louis Feuillade – cortometraggio (1909)
- Voleurs d'enfants, regia di Louis Feuillade – cortometraggio (1909)
- Le Printemps - Épisode 1: L'Éveil des sources - L'Éveil des nids, regia di Louis Feuillade – cortometraggio (1909)
- Les Heures - Épisode 3: Midi, la vesprée, le crépuscule, regia di Louis Feuillade – cortometraggio (1909)
- Le Printemps - Épisode 2: Sur les étangs - L'Amour chef d'orchestre, regia di Louis Feuillade – cortometraggio (1909)
- Le Printemps - Épisode 3: La Becquée - Dans les vergers, regia di Louis Feuillade – cortometraggio (1909)
- Le Printemps - Épisode 4: Les Jeux et les ris - Floréal, regia di Louis Feuillade – cortometraggio (1909)
- La Mère du moine, regia di Louis Feuillade – cortometraggio (1909)
- Vainqueur de la course pédestre, regia di Louis Feuillade – cortometraggio (1909)
- La Possession de l'enfant, regia di Louis Feuillade – cortometraggio (1909)
- La Mort de Mozart, regia di Étienne Arnaud e Louis Feuillade – cortometraggio (1909)
- Le Savetier et le Financier, regia di Louis Feuillade – cortometraggio (1909)
- La Redingote, regia di Louis Feuillade – cortometraggio (1909)
- La Légende des phares, regia di Louis Feuillade – cortometraggio (1909)
- Fra Vincenti, regia di Louis Feuillade – cortometraggio (1909)
- La Chatte métamorphosée en femme, regia di Louis Feuillade – cortometraggio (1909)
- La Mort de Cambyse, regia di Louis Feuillade – cortometraggio (1909)
- Les Filles du cantonnier, regia di Louis Feuillade – cortometraggio (1909)
- Don Quichotte, regia di Émile Cohl – cortometraggio (1909)
- Protéa IV ou Les mystères du château de Malmort, regia di Gérard Bourgeois (1917)